# Paul Knipping

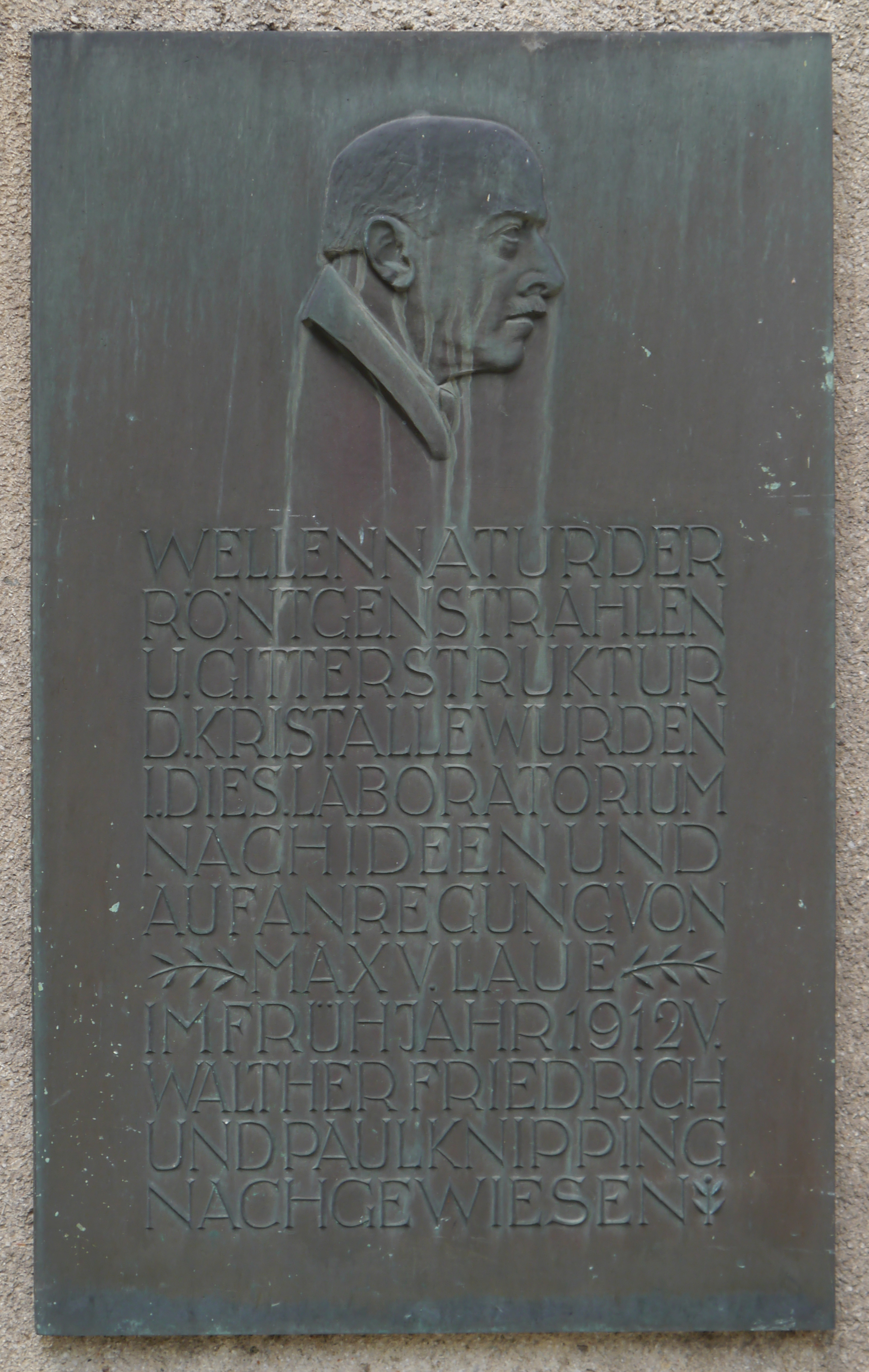
Gedenktafel für Walter Friedrich und Paul Knipping in der Ludwig-Maximilians-Universität München an die Entdeckung Wellennatur der Röntgenstrahlen und Gitterstruktur der Kristalle im Frühjahr 1912 nach Ideen und auf Anregung von Max von Laue (mit einem Bildnis von Max von Laue)

Paul Knipping (* 20. Mai 1883 in Neuwied am Rhein als Paul Karl Moritz Knipping; † 26. Oktober 1935 in Darmstadt) war ein deutscher Physiker.

## Leben und Wirken
Knipping wurde 1883 in Neuwied als Sohn des Sanitätsrats Dr. Paul Knipping und seiner Ehefrau Emilie Hatzfeld geboren. Von 1904 bis 1913 studierte er Physik an den Universitäten Heidelberg (zwei Semester) und München (sechzehn Semester). Er unterbrach 1912 seine Diplomarbeit bei Wilhelm Conrad Röntgen, um zusammen mit Walter Friedrich im Keller des Sommerfeldschen Instituts in München das Experiment durchzuführen, mit dem Max von Laues Theorie der Röntgeninterferenz bewiesen wurde. Dadurch konnte die Wellennatur der Röntgenstrahlen experimentell belegt werden. Für seine Theorie erhielt Max von Laue 1914 den Nobelpreis für Physik. Am 26. Mai 1913 promovierte Knipping zum Dr. phil. an der Universität München.
Nach Abschluss der Promotion (Doktor) begann Knipping zunächst bei Siemens in Berlin zu arbeiten, wechselte aber nach kurzem Kriegseinsatz 1914 als Assistent ans Kaiser-Wilhelm-Institut für Physikalische und Elektrochemie in Berlin-Dahlem (heutiges Fritz-Haber-Institut der Max-Planck-Gesellschaft) unter Leitung von Fritz Haber und später James Franck. 1923 ging er als wissenschaftlicher Assistent für ein Semester zu Philipp Lenard nach Heidelberg.
1924 wurde er an der TH Darmstadt habilitiert und zum Privatdozenten für Physik ernannt. Als Assistent am Physikalischen Institut bei Hans Rau hielt er ab 1924 Vorlesungen an der TH Darmstadt. Am 1. Juni 1928 wurde er außerplanmäßiger Professor für Röntgenphysik und -technik.
Er widmete sich seit 1924 der Errichtung eines Instituts für Röntgenphysik, das schließlich in einer früheren Kaserne 1929/30 eingerichtet werden konnte (Leib-Garde-Infanterie-Reg, No 115, Magdalenenstr. 17). Die Ausstattung soll erstaunlich gut gewesen sein. Am 17. Dezember 1929 bestand sie aus einem Transformator, elektrischen Messinstrumenten, Pumpen und Röntgenröhren und kostete 50293 Mark (inklusive Mobiliar). Zu Mitteln des Landes kamen Spenden der Vereinigung von Freunden der Technischen Hochschule Darmstadt und der Industrie. 
Am 1. Mai 1933 trat Kipping in die NSDAP und die Sturmabteilung ein. Zum 1. April 1934 wurde er zum außerordentlichen Professor ernannt.
Paul Knipping starb bei einem unverschuldeten Motorradunfall in der Innenstadt von Darmstadt am 26. Oktober 1935. Er war seit 1918 mit der Ärztin Dr. phil. Theresa Krüger verheiratet.

## Werke
- 1912: Walther Friedrich, Paul Knipping, Max von Laue: Interferenzerscheinungen bei Röntgenstrahlen. Eine quantitative Prüfung der Theorie für die Interferenz-Erscheinungen bei Röntgenstrahlen. In: Bayerische Akademie der Wissenschaften, Mathematisch-Physikalische Klasse, Sitzungsberichte 1912. S. 303–322, 363–373.
- 1913: Über den Einfluß der Vorgeschichte auf verschiedene Eigenschaften des Bleies. Borna-Leipzig, Diss. phil. München.
- 1924: Über Ionisierung von Molekülen durch Elektronenstoss. Habilitationsschrift vom 7. Februar 1924.